# Aplosonyx parvula
Aplosonyx parvula es un coleóptero de la familia Chrysomelidae. Fue descrita científicamente por primera vez en 1886 por Jacoby.